# Fievel et le Trésor perdu (jeu vidéo)
Fievel et le Trésor perdu (An American Tail: Fievel's Gold Rush) est un jeu vidéo de plates-formes développé par Hokus Pokus et édité par Conspiracy Entertainment, sorti en 2002 sur Game Boy Advance.
S'il porte en version française le même nom que le long métrage d'animation Fievel et le Trésor perdu, il est pourtant adapté de la série d'animation Les Aventures de Fievel au Far West.

## Accueil
- AllGame : 2,5/5[1]
- Nintendo Power : 2,8/5[2]